# 邊陲經濟

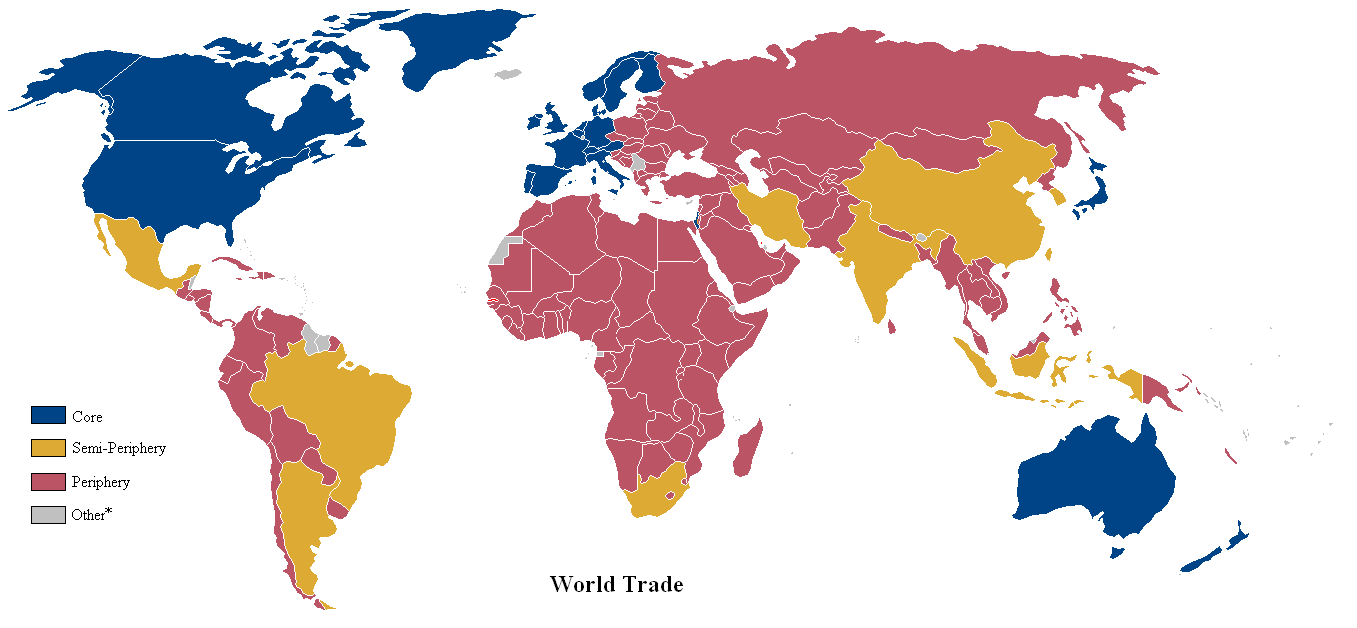
20世紀後期按貿易地位劃分的世界各國地圖，依照世界體系劃分為核心經濟（藍）、半邊陲經濟（黃）和邊陲經濟（紅）。依據Dunn, Kawana, Brewer (2000)繪製。

在世界體系理論中，邊陲經濟或邊陲國家（英語：periphery countries）是指發展程度低於半邊陲國家和核心國家的发展中国家。它們在全球財富分配中份額甚少。它們的國家機構薄弱，且依附於已開發國家（某些觀點認為是受其剝削）。這些地區落後的原因包括技术匱乏、政府不穩定、醫療系統和教育水平低下等障礙。在某些情況下，核心國家通過剝削邊陲國家的农业、廉價勞動力和自然資源來維持其主導地位，相關現象依附理論中得到了論述，該理論是關於全球化如何影響世界及其國家的理論之一。然而，邊陲國家也有可能通過工業化、穩定政府和政治環境等方式，擺脫邊陲地位，晉升為半邊陲或核心國家。

## 背景
邊陲國家是指存在於全球貿易邊緣的國家。一個國家被視為邊陲可能有多種原因。例如，某些國家的海關和港口效率極低，以至於儘管它們地理位置更近，但從更遠的地方運輸貨物反而更便宜。
邊陲國家通常會專注於某一特定產業，這使其容易受到經濟不穩定的影響，並限制了國際投資。有時國家會選擇自我孤立，例如14世紀的中國。
知名經濟學家伊曼纽尔·沃勒斯坦於20世紀中後期提出的世界體系理論，將世界分為三大部分：核心、半邊陲與邊陲。在其分類中，邊陲經濟涵蓋以下地區：
- 大西洋文化圈、日本、社會主義國家之外的地區經濟。
- 殖民地地區經濟。
- 低收入國家，中收入國家。
- 經濟雖已獨立，但因在殖民期間區域、種族被統治者瓜分，以至在文化上、歷史和種族上缺乏一致性。
- 核心區的殖民母國挾其強大的資金及科技力量，堅持殖民地對母國從究市場、科技及管理上的依賴。
- 文化、生產技術的改進遭選擇性的限制，以致於原始經濟活動如採集、游耕、游牧、狩獵相當集中。

近代，最簡單的辨別是否邊陲經濟的標準就是，該地區經濟是否「為已開發的經濟地區提供原料和廉價的勞工者」。另外，一般相信邊陲經濟的通貨膨脹，失業率等，都較核心經濟體或半邊陲經濟體系為不穩定。

## 成因
邊陲國家難以發展的原因多種多樣。其中一個重要因素是技术發展不足，另一個原因是缺乏強有力的中央政府，或是受到其他國家的控制。邊陲國家以向核心國家出口原材料而聞名，但其收益往往不足以覆蓋成本。19世紀初，亚洲和非洲被視為邊陲地區，其發展滯後使美國和德國得以保持核心國家地位。
儘管邊陲國家受核心國家剝削，這種不平等貿易交換仍有一定作用。核心國家追求利潤的動機推動了世界市场的擴張。有時邊陲與核心國家間的貿易平衡會發生變化，這將從多個方面影響邊陲國家的政府，例如導致失業上升和國家收入減少。這種情況的特殊性在於相關核心國家的實力相對較弱。19世紀末意大利和俄罗斯工業能力的提升就是典型案例，類似情況也出現在巴西、墨西哥和南非等邊陲國家。